# 8639 Vonšovský
8639 Vonšovský è un asteroide della fascia principale. Scoperto nel 1986, presenta un'orbita caratterizzata da un semiasse maggiore pari a 2,2286137 au e da un'eccentricità di 0,1387273, inclinata di 5,12999° rispetto all'eclittica.